# Ici Azur
 (mai 2019).
Si vous disposez d'ouvrages ou d'articles de référence ou si vous connaissez des sites web de qualité traitant du thème abordé ici, merci de compléter l'article en donnant les références utiles à sa vérifiabilité et en les liant à la section « Notes et références ».
Ici Azur, anciennement France Bleu Azur, est l'une des stations de radio généraliste du réseau Ici de Radio France. Elle a pour zone de service le département des Alpes-Maritimes.
La matinale de France Bleu Azur est diffusée à la radio et à la TV sur France 3 Côte d’Azur depuis le 7 janvier 2019. C’est la première matinale filmée du réseau France Bleu. Présentée par Nicolas Mérou, Fabien Fourel et Sébastien Germain.

## Historique
Le 13 août 1935, la station d'État Radio PTT Nice est créée. Elle deviendra par la suite Radio PTT Nice-Corse en 1936, puis Radio Nice-Côte d'Azur de 1937 à septembre 1939, date à laquelle ses émissions s'arrêtent. Depuis le 6 juillet 1940 jusqu'au 26 août 1944, son ancienne fréquence, comme celles des autres anciens postes régionaux d'État, diffuse la Radio Nationale de Vichy.
À partir du 11 septembre 1944, Radio Nice est remise en marche,. Elle deviendra par la suite Radio Côte d'Azur, sur les ondes de France 2-Régional, Inter-Variétés et FR3 Radio.
À l'été 1973, l'ORTF crée une version locale de  France Inter Paris, France Inter Côte d'Azur (FICA), qui deviendra FIP Nice en décembre 1986. En 1983, FR3 Côte d'Azur devient Radio France Côte d'Azur, station qui fermera ses portes en 1991 au profit de FIP Nice. En 2000, FIP Nice est remplacée par la nouvelle station France Bleu Azur.

## Zone de couverture
La locale azuréenne est diffusée, à l'ouest, sur la partie est du département du Var (jusqu'à Draguignan et Fréjus), et à l'est, jusqu'aux premières villes au-delà de la frontière italienne (comme Vintimille), où la fréquence de Menton est audible. Ainsi sa zone de diffusion littorale est la Côte d'Azur tandis que sa diffusion vers le nord s'étend le long des principales vallées des Alpes maritimes, relayée par des émetteurs secondaires.

## Direction locale
- Directrice : Sandrine BOUSSEMART
- Rédactrice chef : Laurent Gauriat
- Responsable programmes : Nicolas Mérou

## Diffusion
La diffusion des programmes est assurée par la modulation de fréquence et couvre les secteurs de Nice, Monaco, Antibes, Cannes, Grasse, Menton, Saint-Jean-Cap-Ferrat et Puget-Théniers.

## Identité visuelle

Logo jusqu'en 2021
Logo de 2021 au 6 janvier 2025
Logo à partir du 6 janvier 2025